# Міжнародний комерційний центр
Міжнародний комерційний центр (англ. International Commerce Centre) — хмарочос у Гонконгу. Висота 118-поверхового будинку становить 484 метри, і він є найвищим будинком Гонконгу. Будівництво було розпочато в 2002 і завершено в 2010 році. В будинку розташовані офіси, готель Ritz-Carlton та оглядовий майданчик на сотому поверсі.

Спрощена карта Union Square із зазначенням розташування Міжнародного торгового центру.

Перший проєкт передбачав будівництво 102-поверхового будівлі заввишки 574 м. У цьому випадку хмарочос б перевищив на 75 м найвищу будівлю в Гонконгу, Міжнародний фінансовий центр II. Однак через офіційну заборону на будівництво будівель вище навколишніх гір висота була скорочена порівняно з початковим проєктом. Вежу спроєктувала американська архітектурна фірма Kohn Pedersen Fox Associates (KPF) у партнерстві з Wong & Ouyang (HK) Ltd.
Верхню частину вежі, зі 102 по 118 поверхи включно, займає п'ятизірковий готель, керований фірмою Ritz-Carlton. Готель розташовується на висоті 425 м над поверхнею землі, що робить його найвищим готелем у світі. Цей статус був отриманий у квітні 2011 року.

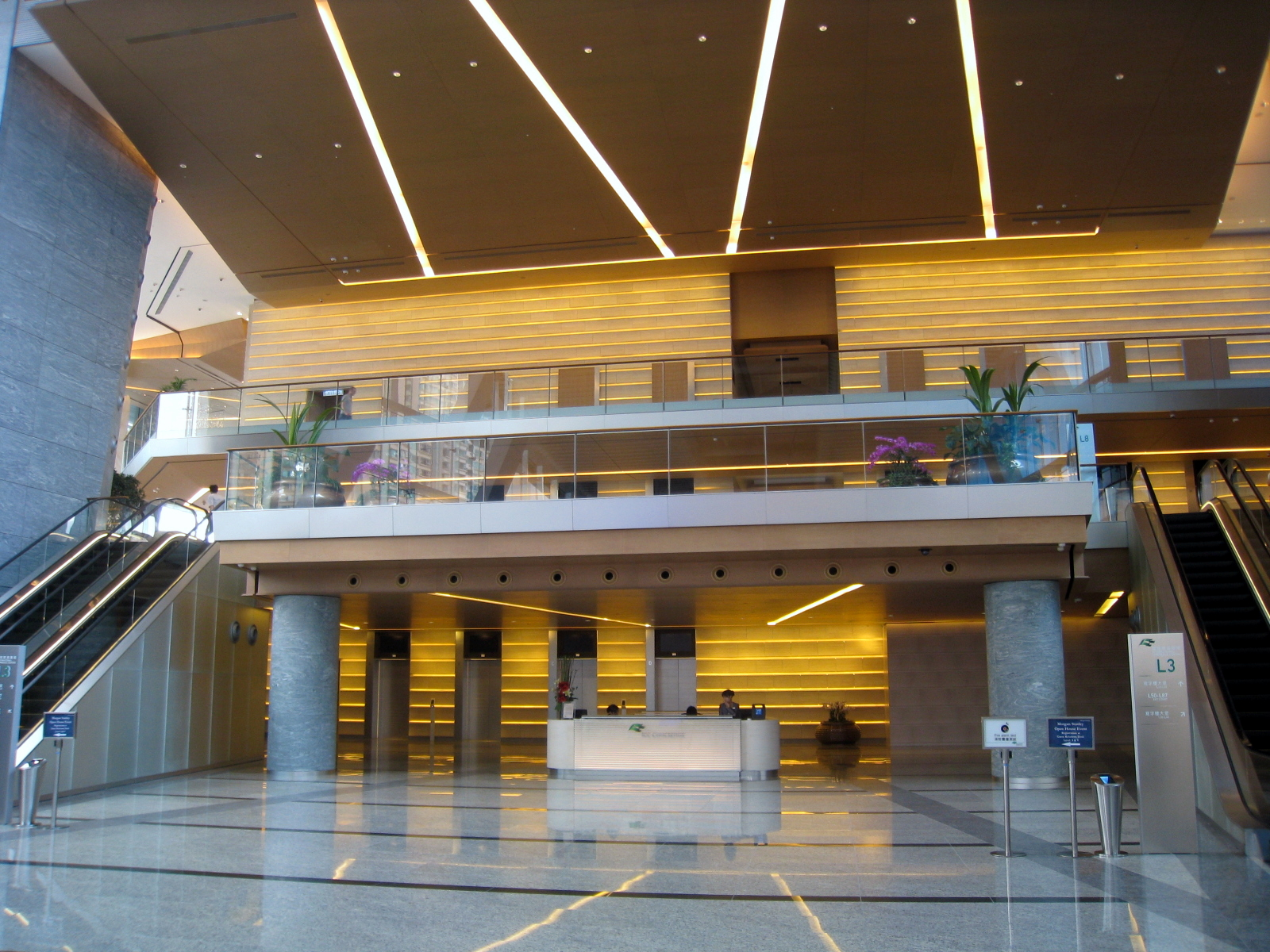
Службовий вестибюль
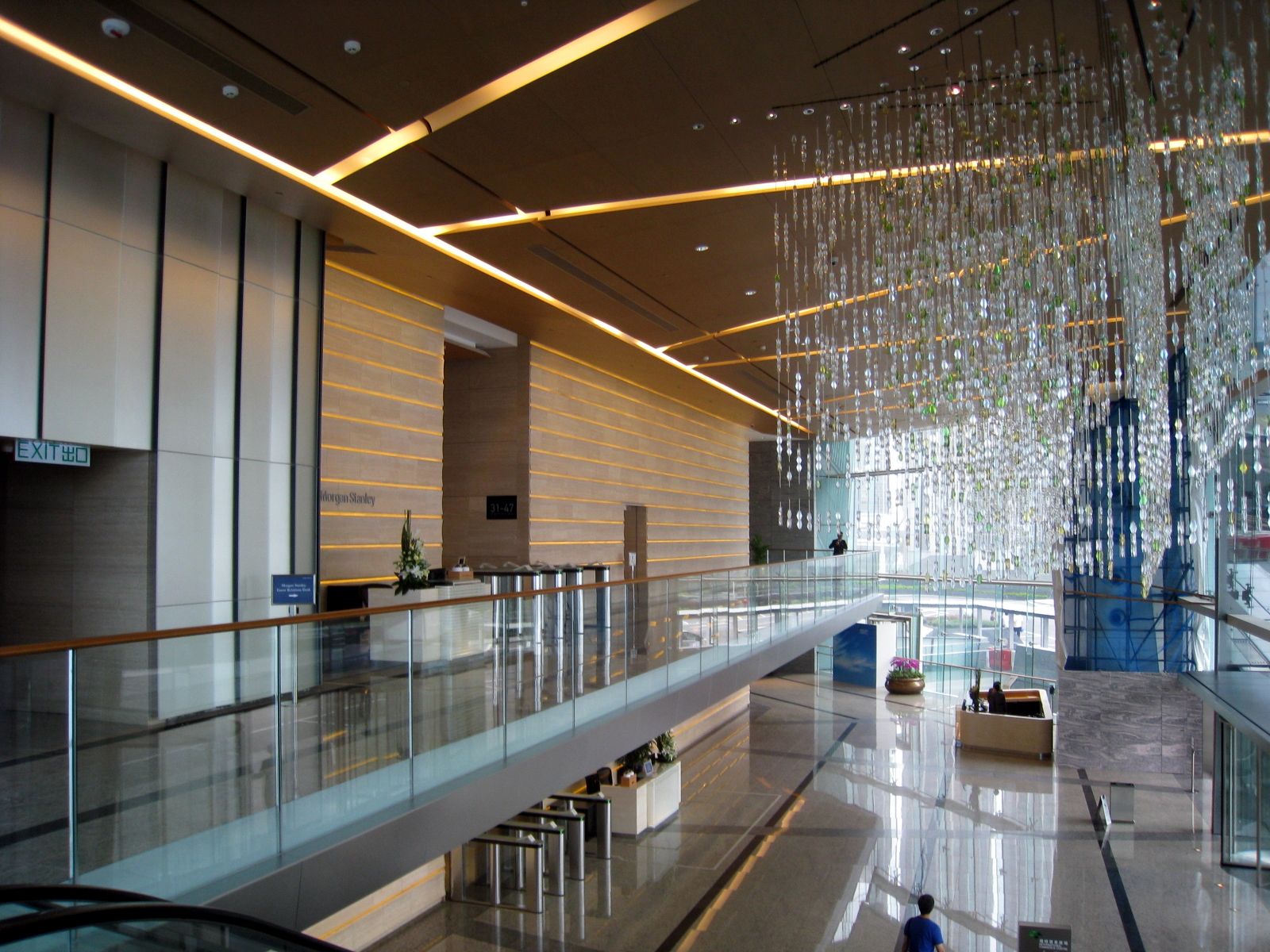
Office Lobby Void
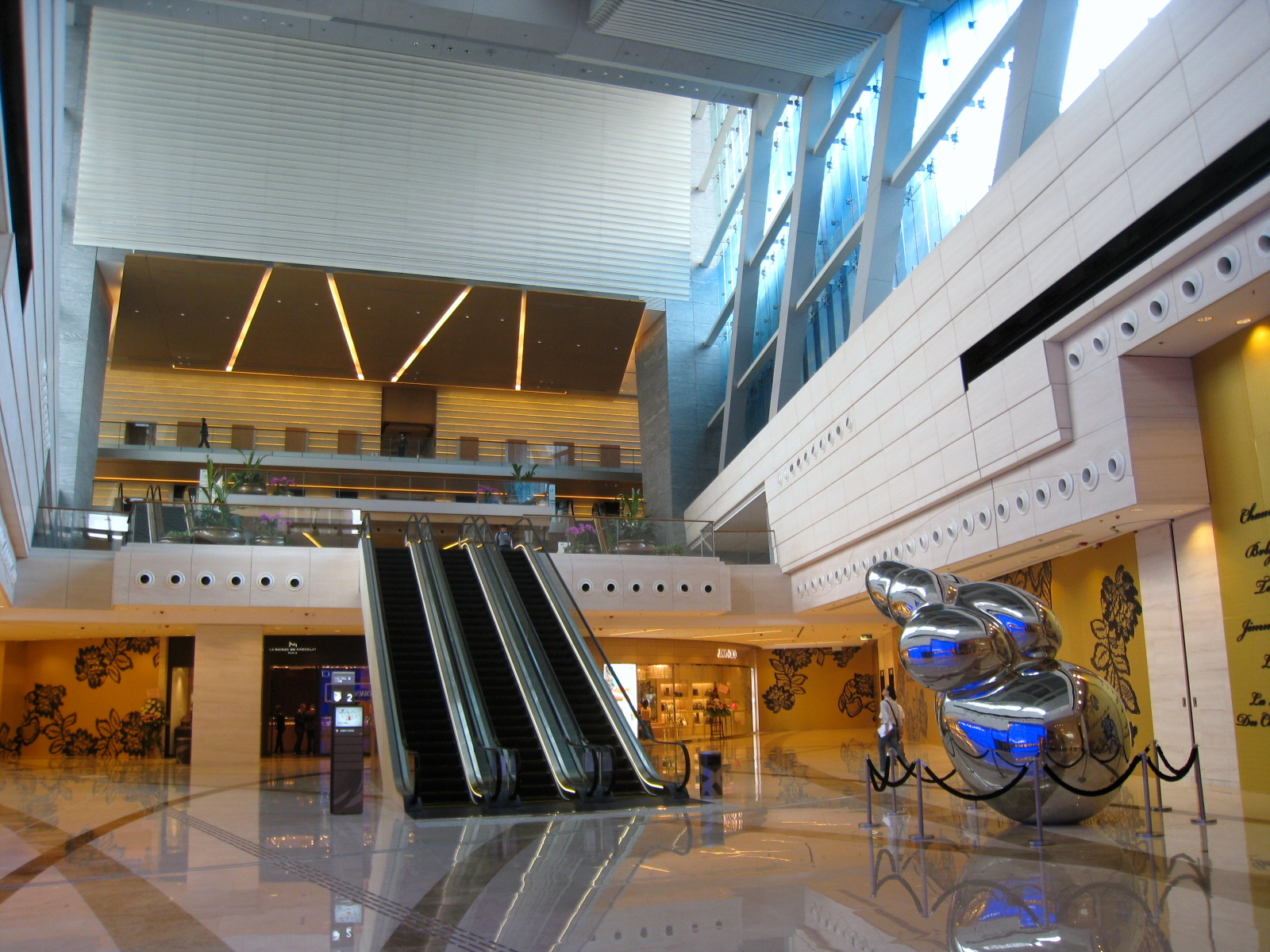
Вхід у торговий центр Elements

Підземні поверхи будівлі займає гонконзький торговий центр Elements, відкритий у жовтні 2007 року. Morgan Stanley і Credit Suisse підтвердили, що орендують по 10 поверхів кожний, Дойче-банк також підтвердив, що орендує 12 поверхів з можливістю розширення до 18 поверхів.
На 100-му поверсі розташований оглядовий майданчик «Sky100», відкритий для відвідування. З моменту його відкриття 17 квітня 2011, це найвищий оглядовий майданчик Гонконгу, його висота — 393 метри над рівнем моря. 8 серпня 2013 на цьому майданчику проходила зустріч учасників конференції Вікіманія.

13 вересня 2009 року при падінні ліфта загинуло 6 робочих,
через цей інцидент терміни будівництва хмарочосу були подовжені.

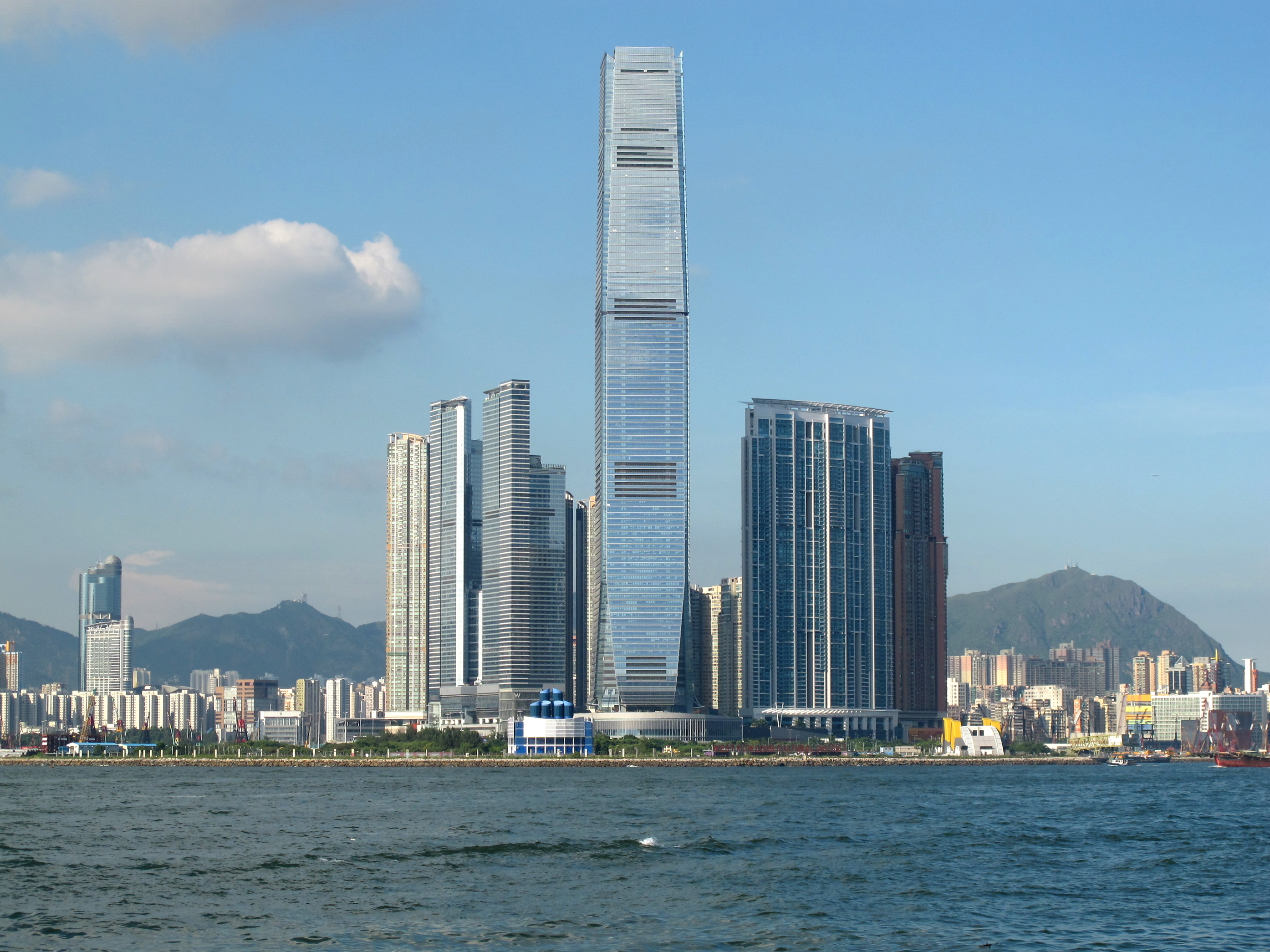
Вигляд з острову Гонконг
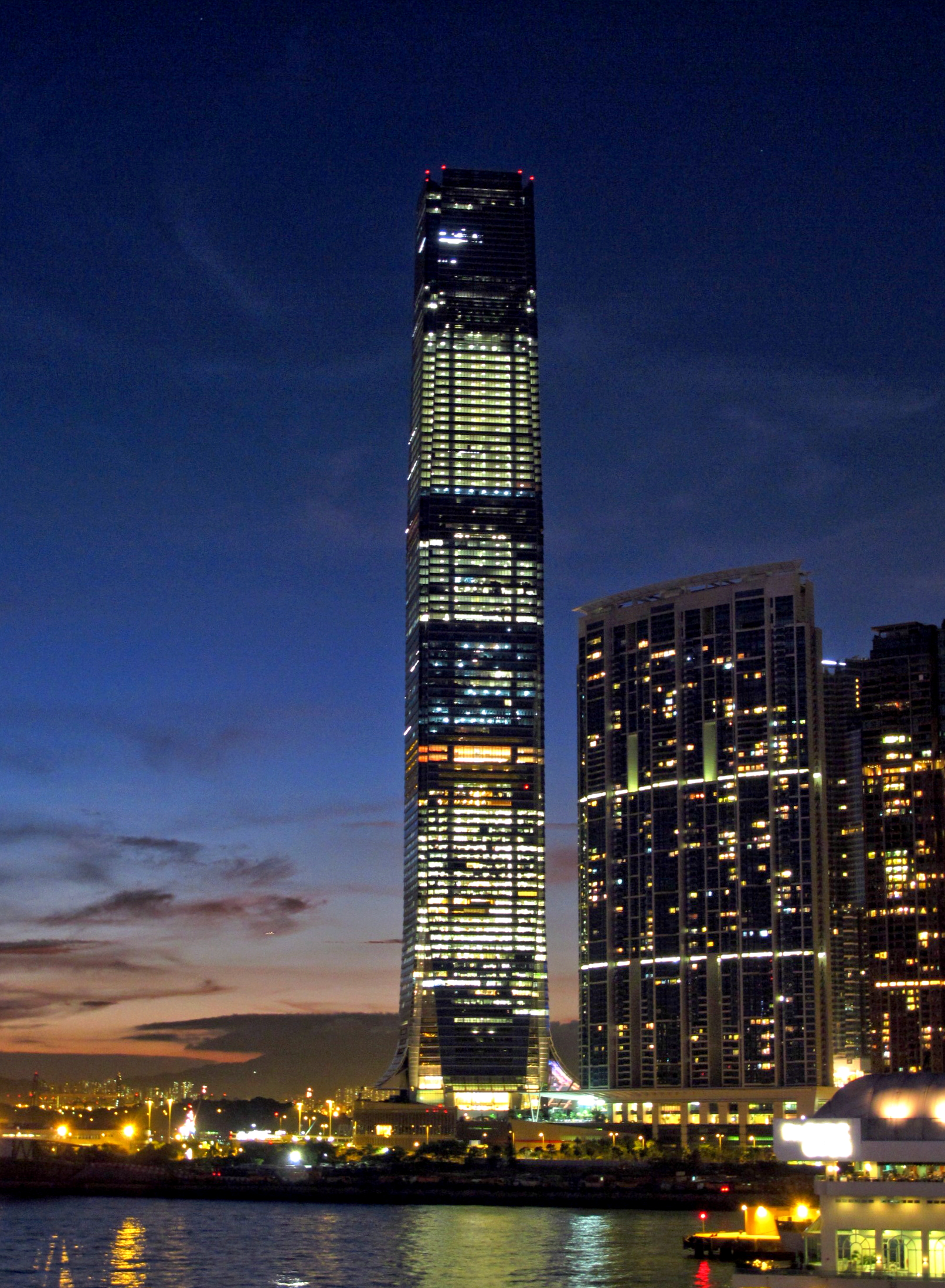
Вигляд вночі
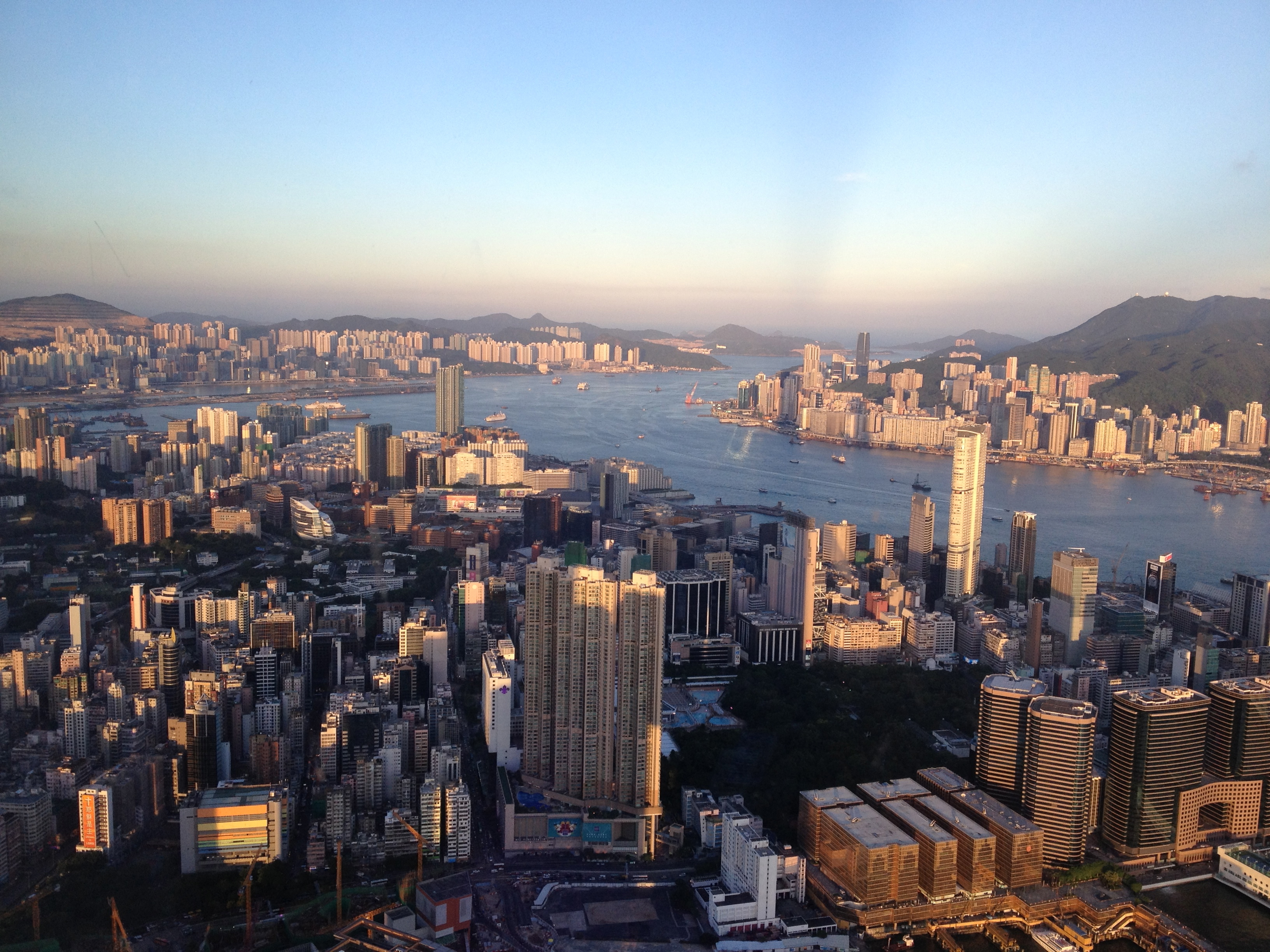
Панорама міста з оглядового майданчику Sky100